# Фигурное катание в России

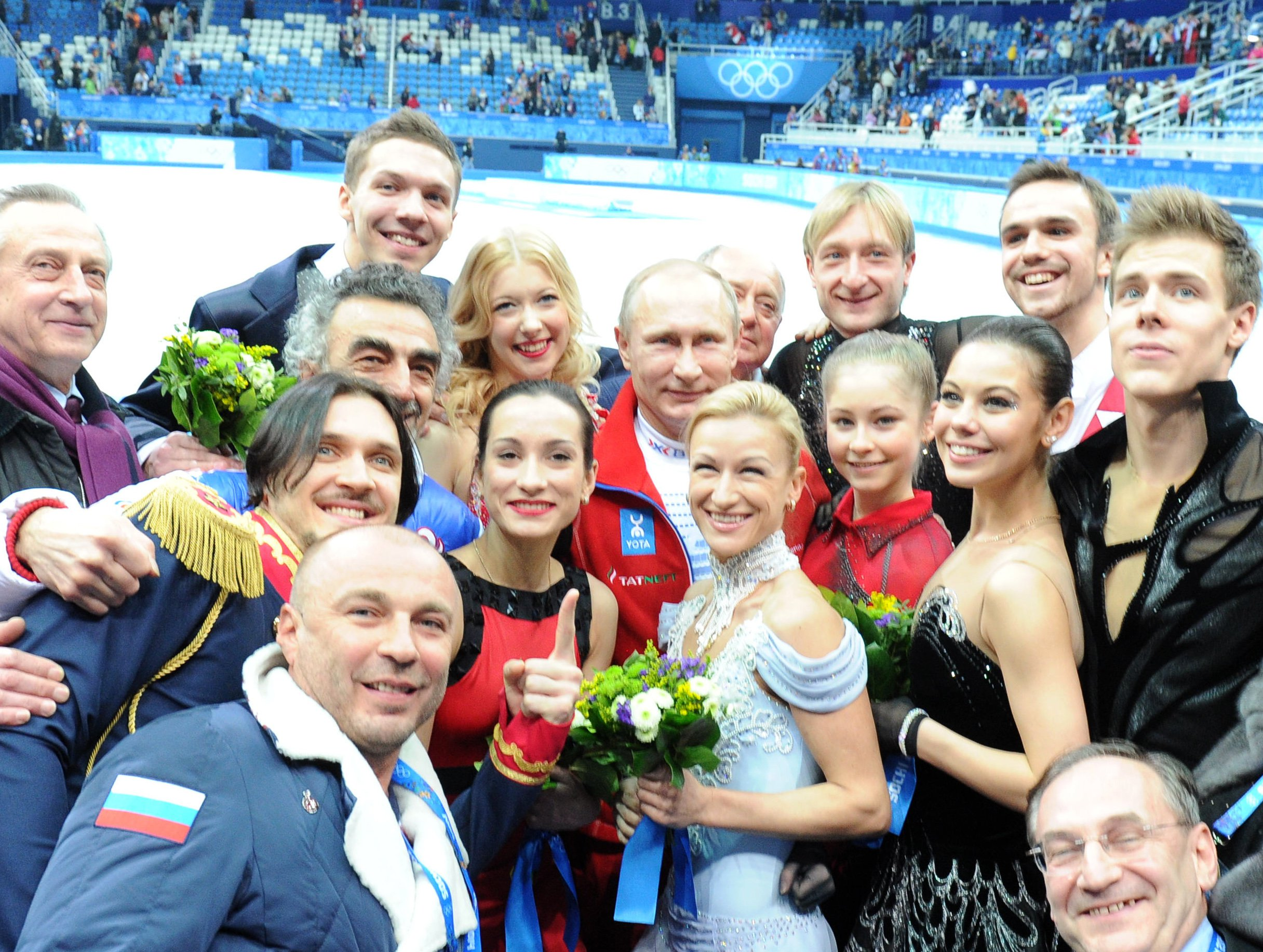
Сборная России — олимпийский чемпион 2014 года в командных соревнованиях

Фигурное катание в России является одним из наиболее популярных зимних видов спорта и принесло российскому спорту четырнадцать (шестнадцать с учётом выступлений Российской империи на Играх 1908 года и Олимпийских спортсменов из России на Играх 2018 года) золотых Олимпийских медалей.

## История

### В Российской империи
Катание на коньках в России стало популярным с эпохи Петра I, который привёз в Россию из путешествия в другие страны Европы первые экземпляры коньков и придумал крепить их к сапогам. Известный русский поэт, А. С. Пушкин, в своём стихотворении «Осень» (1833) писал: «Как весело, обув железом острым ноги, // Скользить по зеркалу стоячих, ровных рек!» Упоминает он об этой забаве и в романе в стихах  «Евгений Онегин»: «Мальчишек радостный народ // Коньками звучно режет лед». Согласно учебнику «Фигурное катание на коньках» (1985), это свидетельствует о том, что катание на коньках в пушкинское время уже было бытовым явлением у русских.
В 1838 году в Петербурге вышел первый учебник для фигуристов — «Зимние забавы и искусство бега на коньках». Автором его был Г. М. Паули — учитель гимнастики в военно-учебных заведениях Петербурга.
Русское фигурное катание как вид спорта зародилось в 1865 году. Тогда был открыт общественный каток в Юсуповском саду на Садовой улице. Этот каток был самым благоустроенным в России и с первых же дней стал центром подготовки фигуристов. На нём 5 марта 1878 года состоялось первое состязание русских фигуристов. В 1881 году в состав «Общества любителей бега на коньках» входило около 30 человек. Одним из самых известных спортивных и общественных деятелей был Почётный член этого общества Вячеслав Измайлович Срезневский.
Именно в Юсуповском саду состоялся в 1896 году первый чемпионат мира по фигурному катанию.

### в СССР
Фигурное катание в СССР развивалось с 1920-х годов и принесло советскому спорту десять (13, с учётом выступления Объединённой команды на Играх 1992 года) золотых Олимпийских медалей. 

### После распада СССР
1990-е годы: 
В 2000-е годы Россия начала сдавать позиции, завоёванные в советское время. 
Олимпийские игры 2010 года Россия фактически проиграла. Александр Горшков, олимпийский чемпион, ныне функционер Федерации фигурного катания России, считает причиной этого разруху 90-х годов, когда приостановилась подготовка спортивных кадров, и «утечку тренерских мозгов». 
Дальнейшие чемпионаты показали, что провал лишь временный: на арену вышли дети 1990-х годов, хоть и не становившиеся чемпионами, но показывавшие отличные результаты. 
И, наконец, на Играх 2014 года было завоёвано три золотых медали, в том числе, в командных соревнованиях.
В 2021 г. российские фигуристы впервые в истории выиграли командный чемпионат мира

## Развитие дисциплин

### Мужское одиночное катание
В 1990-е годы успех в мужском одиночном катании пришёл к тренеру Алексею Мишину. Необычайно гармоничным стилем отличались Алексей Урманов (выиграл Олимпийские игры в 1994) и особенно Евгений Плющенко (выигрывал в 2001, 2003—2004 и Олимпиаду в 2006) и Алексей Ягудин (выигрывал чемпионаты мира в 1998—2000 и 2002, Олимпийские игры-2002). В эти годы стала готовить одиночников и тренер Татьяна Тарасова, органично сочетая яркие по постановкам, перенасыщенные оригинальными движениями и позами программы с самыми сложными элементами, её ученик Илья Кулик единственный из лидеров выполнил четверной прыжок на Олимпиаде-1998, стал чемпионом. С 1999 года Тарасова стала тренировать Ягудина. С этого периода острое соперничество Плющенко и Ягудина привело к огромному толчку в развитии ими всех сторон фигурного катания как в художественном, так и в техническом плане, намного опережая остальных, они впервые выполняли гармоничные эстетичные цельные программы с рекордными элементами, с несколькими четверными прыжками, причём делая эти прыжки в рекордных каскадах (в том числе состоящих из четверного, тройного и двойного, а затем даже четверного и двух тройных прыжков), резко усложнив вращения (Плющенко впервые среди мужчин выполнил вращение бильман) и дорожки шагов (т. н. «ягудинские дорожки»), за что судьи многократно выставляли им оценки 6,0, в том числе и на Олимпиадах.

### Женское одиночное катание
После смены поколений в российской школе женского одиночного катания Елена Водорезова вывела в лидеры Ольгу Маркову, обладавшую уникальным «хрустальным» стилем с исключительными по технике и красоте скольжением, спиралями и вращениями.
Ученица Виктора Кудрявцева, а затем — Елены Чайковской, Мария Бутырская, большое внимание уделявшая представлению программ в драматическом эмоциональном стиле, стала первой российской чемпионкой мира (1999), в том числе исполнив каскад тройной тулуп — ойлер — тройной сальхов. 
Выдающаяся российская фигуристка Ирина Слуцкая дважды выиграла чемпионат мира (2002 и 2005) и семь раз чемпионат Европы, первой в мире исполнила каскад тройной лутц — тройной риттбергер (2000), в последние годы добившись максимально сложных спиралей и вращений, трижды выполняя вращение бильманн в произвольной программе. 
После ухода Ирины Слуцкой из большого спорта в 2006 году в российском женском одиночном катании наступил спад результатов. Только в 2012 году Алёна Леонова смогла занять 2-е место на чемпионате мира в Ницце. А Юлия Липницкая стала чемпионкой мира среди юниоров.
На Олимпийских играх в Сочи 2014 года Юлия Липницкая стала первой представительницей России, среди женщин-одиночниц, выигравшей олимпийское золото за всю историю страны. Ранее Юлия Липницкая стала самой молодой чемпионкой Европы за всю историю женского одиночного катания. 
А ученица Е. Водорезовой Аделина Сотникова стала первой фигуристкой-одиночницей, выигравшей олимпийское золото в индивидуальных соревнованиях.
На следующий год после олимпийских игр началось доминирование российских одиночниц на международной арене. В течение трёх сезонов подряд  Евгения Медведева и Елизавета Туктамышева выигрывали все главные старты сезона: финал Гран-при, чемпионат Европы и чемпионат мира. Однако Олимпийские игры 2018 года, на которых россияне выступали под олимпийском флагом как Олимпийские спортсмены из России, остались за Алиной Загитовой. Ей и Медведевой принадлежат рекордные баллы по системе оценок, действовавшей до сезона 2018/19. По текущей системе мировой рекордсменкой в короткой и произвольной программах, а также по общей сумме является другая россиянка — Камила Валиева
2020-е: Анна Щербакова (1-е место на ОИ-2022), Камила Валиева.

### Парное катание

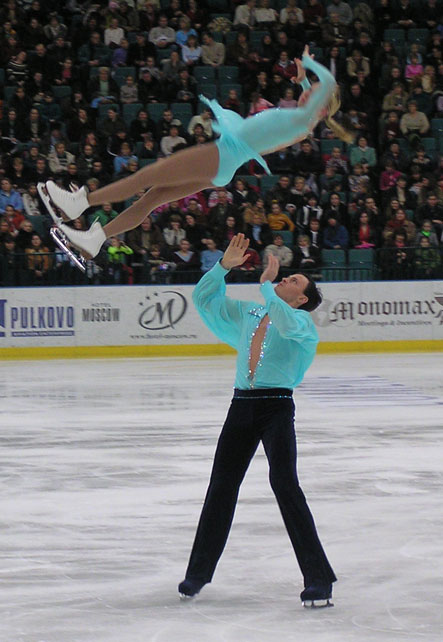
Тотьмянина и Маринин выполняют элемент «подкрутка» на чемпионате России в 2005 году

С советских времён и до 2006 года включительно советские парники неизменно выигрывали золотые медали Олимпийских игр. Одна из самых выдающихся пар в истории (Екатерина Гордеева — Сергей Гриньков) выигрывали своё второе олимпийское «золото» в 1994 году). Артур Дмитриев стал олимпийским чемпионом с Оксаной Казаковой в 1998 году. Елена Бережная и Антон Сихарулидзе вошли в историю с артистичной программой «Чарли Чаплин» (они побеждали на чемпионатах мира 1998-1999 годов, чемпионатах России в 1999—2002 годах, а также на Олимпийских играх 2002 года).
Под руководством Олега Васильева пара Татьяна Тотьмянина — Максим Маринин выигрывала Олимпийские игры 2006 года, два чемпионата мира (2004, 2005) и пять чемпионатов Европы (2002, 2003, 2004, 2005, 2006).
С 1990-х годов успешно работали и тренеры супруги Николай и Людмила Великовы (их ученики Евгения Шишкова — Вадим Наумов выигрывали чемпионат мира в 1994 году, чемпионаты России в 1992 и 1996, Мария Петрова — Алексей Тихонов в 2000, чемпионат России в 2006), Наталья Павлова (её ученики Марина Ельцова — Андрей Бушков выиграли в 1996, чемпионат России в 1995, 1997—1998). После того, как И. Роднина стала тренером пары из Чехии Радка Коваржикова — Рене Новотны, ей удалось выиграть в 1995.
Олимпийские игры 2014 года в Сочи ознаменовалась возвращением российских фигуристов на первые места пьедестала почёта. Пары Татьяна Волосожар — Максим Траньков и Ксения Столбова — Фёдор Климов под руководством Нины Михайловны Мозер заняли 1-е и 2-е места, вернув тем самым «традицию» победы российских-советских фигуристов-парников на Олимпийских играх.

### Спортивные танцы
Российские танцевальные пары после распада СССР регулярно становились призёрами Олимпийских игр. Оксана Грищук и Евгений Платов первенствовали на Играх 1994 и 1998 годов, Татьяна Навка и Роман Костомаров стали чемпионами Игр 2006 года.
На Олимпийских играх 2018 года россияне выступали под олимпийском флагом как Олимпийские спортсмены из России и остались без медалей.

### Синхронное катание
Наиболее известные в России команды по синхронному катанию — «Парадиз» и «Татарстан».
Самой титулованной российской командой является команда «Парадиз» из Санкт-Петербурга, завоевывавшая золото чемпионатов мира в 2016 и 2017 годах.
Чемпионы России среди Сениоров — команда «ПАРАДИЗ» из Санкт-Петербурга (тренеры — Ирина Яковлева и Александр Яковлев).
Чемпионы России среди юниоров (начиная с 2001 года) — команда «Юность» из Екатеринбурга (тренеры — Елена Мошнова и Наталья Санникова, хореограф — Михаил Павлюченко). Чемпионы России среди юниоров 2017 г.команда «Кристалл Айс» (Crystal ice) из Москвы (тренер - Ольга Бадяева), вице-чемпионы России 2018 г. Команда «Юность» также является двукратным чемпионом мира среди юниоров, Кристалл Айс - бронзовый призер чемпионата мира 2018 г.
Чемпионы России среди новисов (начиная с 2007 года до 2013 и 2015 года) — команда «Юность» из Екатеринбурга (тренеры — Людмила Ежова и Наталья Корелина, хореограф — Татьяна Ирбэ).
Чемпионы России 2014 и 2016 года среди новисов — команда «Санрайз-2» из Санкт-Петербургв (тренер — Крючкова Екатерина Ильинична).